# Kati Kati
Kati Kati é um filme de drama queniano de 2016 dirigido e escrito por Mbithi Masya e Mugambi Nthiga. Foi selecionado como representante de seu país ao Oscar de melhor filme estrangeiro em 2018.

## Elenco
- Nyokabi Gethaiga - Kaleche
- Elsaphan Njora - Thomas
- Paul Ogola - Mikey
- Peter King Mwania - King
- Fidelis Nyambura Mukundi - Grace
- Brian Ogola - Anto
- Mumbi Maina - Jojo
- Jane Muriki - Brenda
- Samson Hassan - Bill
- Mugambi Nthiga - Timo
- Mary Gacheri - mãe de Mikey
- Paul Muye
- Samuel Masha
- Juma Kahindi
- Joseph 'Kashata' Mburu
- Samuel Kiarie